# Jhunjhunu
Jhunjhunu est une ville du district de Jhunjhunu, au Rajasthan en Inde.

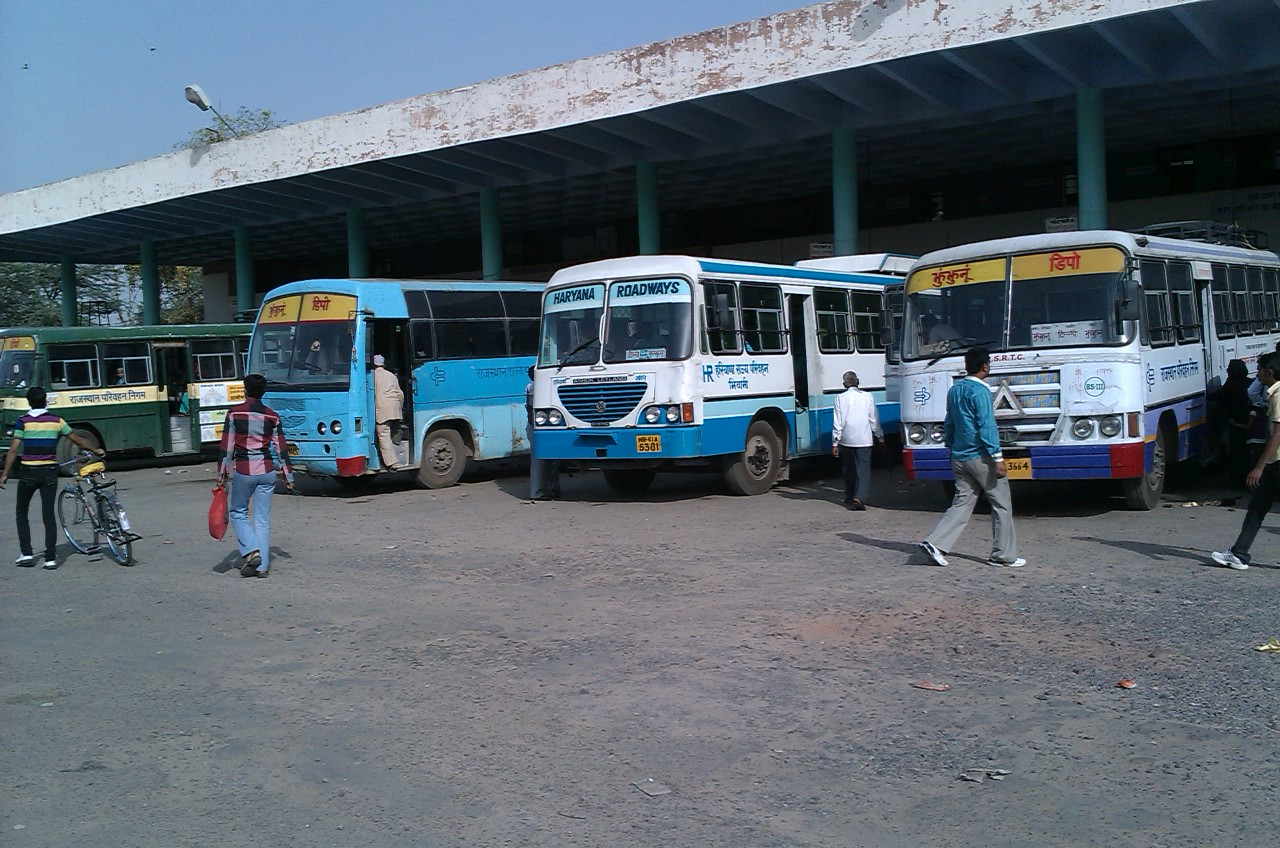
Gare routière de Jhunjhunu